# NK-21
 (avril 2019).
Le NK-21 (indice GRAU : 11D53) est un moteur-fusée à ergols liquides à combustion étagée devant propulser le troisième étage de la fusée lunaire soviétique N-1. Ce moteur n’a jamais été produit en série car le programme s’est arrêté prématurément à la suite de la défaite des russes dans la course à l'espace.
Le NK-31 (indice GRAU : 11D114), version améliorée, devait le remplacer à partir du 5e vol.

## Caractéristiques techniques
Le moteur-fusée a pour objectif de créer de la pression pour propulser la fusée. Il se compose de pompes, d’une turbine pour les entraîner, d’une chambre de combustion et d'une tuyère d'éjection des gaz.  
Des pompes sont nécessaires pour alimenter la chambre de combustion ; pour les faire fonctionner, une turbine à gaz alimentée par une partie du carburant de la fusée est utilisée. Les gaz d’échappement sont alors rejetés dans l’air. Dans un moteur-fusée à cycle à combustion étagée, pour augmenter le rendement, les gaz d’échappement issus de la turbine sont envoyés dans la chambre de combustion plutôt que d'être rejetés à l'extérieur. Mais cela augmente aussi les risques d’explosion. Il brûle un mélange d’oxygène liquide (LOX) et de kérosène. Il a une impulsion spécifique de 318 s, un débit de 120,6 kg/s.

## Historique
Le NK-21 est conçu à partir du NK-9, il a été commandé par Sergueï Korolev, le chef du programme spatial russe et a été créé par Nikolaï Kouznetsov, dirigeant d'une société spécialisée dans les moteurs d'avion. Il y a quatre NK-21 sur le troisième étage de la fusée lunaire N-1. Le troisième étage est là pour finaliser la mise en orbite de la fusée. Contrairement à ses homologues américains, Korolev n'obtient pas la création d'une chaîne de fabrication d'hydrogène liquide donc les NK-21 brûlent du kérosène et ont un moins bon rendement que les moteurs cryogéniques de la fusée américaine Saturn V. À la suite de la mort de Sergueï Korolev le 14 janvier 1966, son second, Vassili Michine prend sa place mais peine à diriger seul le programme spatial soviétique. En 1974, Kouznetsov reçoit l’ordre d’envoyer ses moteurs dans des fonderies pour destruction à la suite de l’hospitalisation de Michine et de la montée en grade de Valentin Glouchko (concurrent direct de Korolev). Kouznetsov refuse l'ordre et cache ses moteurs dans des entrepôts. Ils sont retrouvés trente ans plus tard par les Américains.